# ام‌اف تیسنس

{{Infobox ship characteristics
ام‌اف تیسنس (به انگلیسی: MF Tysnes) یک کشتی است که طول آن ۶۰ متر (۱۹۶ فوت ۱۰ اینچ) Length overall می‌باشد. این کشتی در سال ۱۹۷۰ (میلادی)|۱۹۷۰]] ساخته شد.